# Selinum pyrenaeum
Selinum pyrenaeum es una especie de planta herbácea  perteneciente a la familia Apiaceae.

## Descripción
Es una hierba perenne, de (7)15-40(50) cm de altura. Cepa con restos escamosos de vainas foliares. Tallos erectos, por lo general no ramificados, profundamente estriados. Hojas basales (4)8-25 × 1-10 cm, 2-3 pinnatisectas, de contorno oval, con divisiones de último orden de 0,5-2,5 × 0,1-0,2 cm, linear-lanceoladas, mucronadas y con nervio central claramente visible, con pecíolos ensanchados, que forman una vaina de 0,5-1 cm de anchura; sin hojas caulinares o con 1-2, similares a las basales pero más pequeñas. Umbelas 1-2, con (3)4-6(8) radios de 2-75 mm, muy desiguales, pubérulos en la base. Brácteas 0(1), de 7-15(20) mm, linearlanceoladas, rara vez laciniadas y tempranamente caedizas. Umbélulas compactas, ± esféricas, con 15-20(30) radios de 1-3 mm, pubérulos en la cara interna. Bractéolas 5-8(12), de 4-6 mm, lineares o linear-lanceoladas, más largas que las flores, incurvadas en el ápice y tardíamente caedizas. Pétalos 0,8-1 mm, amarillentos o de un amarillo verdoso. Estilos 0,5-0,8(1,2) mm, poco más largos que el estilopodio. Frutos 3,5-5(7) mm, escotados en la base; mericarpos con las 5 costillas primarias prolongadas en alas, las 2 marginales más anchas (hasta 1 mm o más) que las dorsales; vitas 1 en cada valécula y 2 en la cara comisural. Semillas con endosperma plano en la cara comisural.

## Distribución y hábitat
Se encuentra en pastos higrófilos de alta montaña, especialmente en cervunales, en suelos ácidos; a una altitud de 1400-2700 metros en el SW de Europa. Pirineos, Montes Cantábricos, Sistema Ibérico y Sistema Central.

## Taxonomía
Selinum pyrenaeum fue descrita por  Antoine Gouan y publicado en Illustrationes et Observationes Botanicae ii.: , t.5.  (1773)
Sinonimia
- Epikeros pyrenaicus (L.) Raf.
- Micrangelia pyrenaea Fourr.
- Oreoselinum pyrenaeum Hoffm.
- Seseli pyrenaeum L.[3]

## Nombre común
- Castellano: apio de España, apio seco.[4]